# 3-й Донской проезд
Тре́тий Донско́й прое́зд (до 1920 года — Тре́тий Донско́й переу́лок) — проезд в Южном административном округе города Москвы на территории Донского района.

## История
Первоначально проезд назывался Тре́тий Донско́й переу́лок по близости к Донскому монастырю и прилегавшей к нему Донской монастырской слободе. В 1920 году получил современное название также по близости к Донскому монастырю и Донской монастырской слободе. Название Третий Донской проезд также носил проезд в той же местности, упразднённый 27 мая 1974 года.

## Расположение
3-й Донской проезд проходит от улицы Стасовой на юг до улицы Орджоникидзе, с востока к нему примыкает 4-й Донской проезд. Между 3-м Донским проездом, улицей Стасовой, Донской улицей и 4-м Донским проездом расположена Донская площадь, между 3-м и 4-м Донскими проездами, Донской улицей и улицей Орджоникидзе — сквер.

## Примечательные здания и сооружения
По нечётной стороне:
- д. 1 — жилой комплекс «Донское подворье».

## Транспорт

### Наземный транспорт
По 3-му Донскому проезду не проходят маршруты наземного общественного транспорта. У южного конца проезда, на улице Орджоникидзе, расположена остановка «Университет Дружбы Народов» трамваев 14, 39.

### Метро
- Станция метро «Ленинский проспект» Калужско-Рижской линии — юго-западнее проезда, на пересечении Третьего транспортного кольца с улицей Вавилова и Ленинским проспектом.
- Станция метро «Шаболовская» Калужско-Рижской линии — северо-восточнее проезда, на улице Шаболовке.